# Eurygryllodes weetapoonis
Eurygryllodes weetapoonis är en insektsart som beskrevs av Otte, D. och R.D. Alexander 1983. Eurygryllodes weetapoonis ingår i släktet Eurygryllodes och familjen syrsor. Inga underarter finns listade i Catalogue of Life.